# 幸橋 (平戸市)

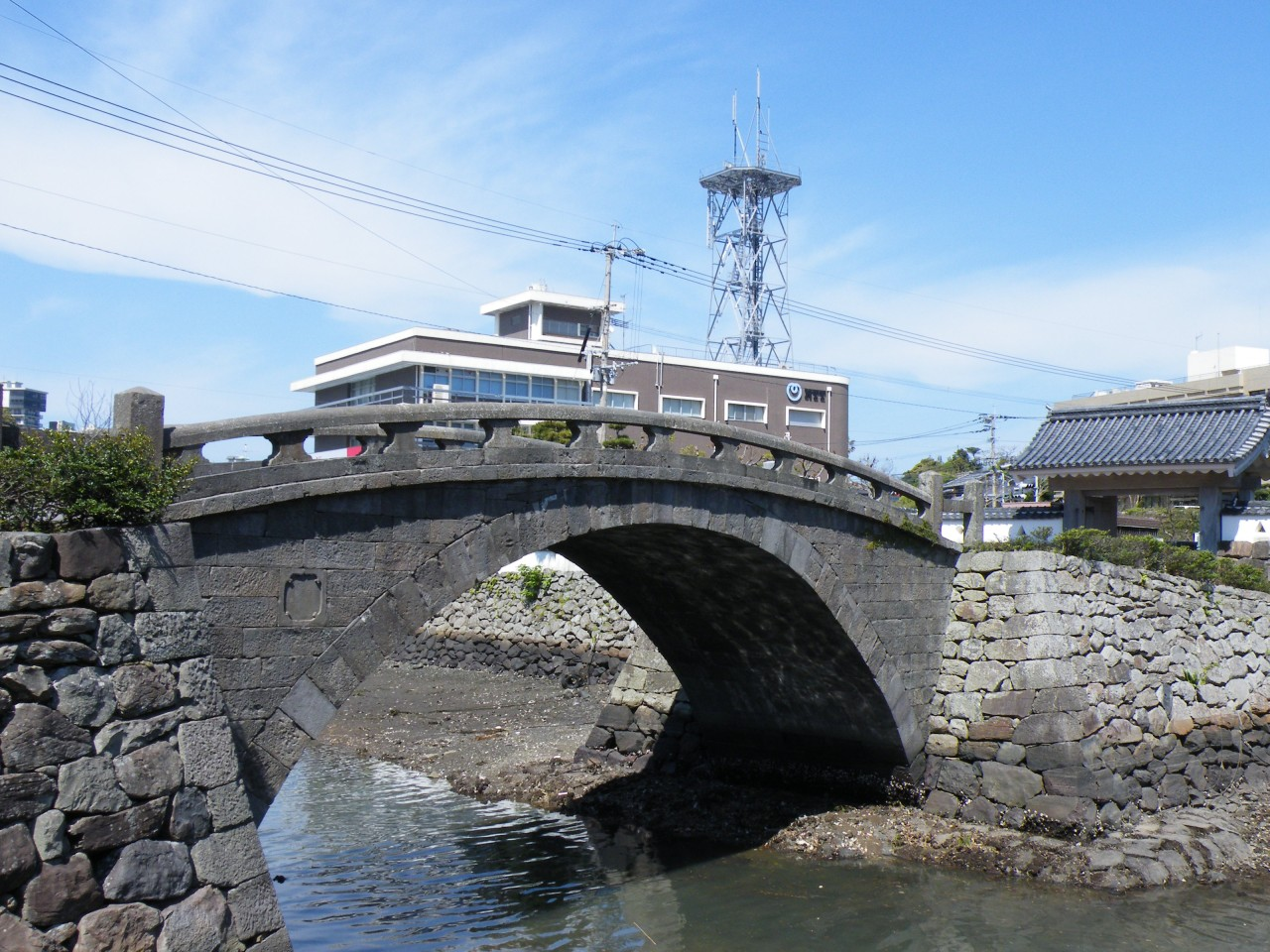
幸橋（オランダ橋）

幸橋（さいわいばし）は、長崎県平戸市岩の上町の鏡川に架かるアーチ橋（石橋）。国の重要文化財に指定されている。別名、オランダ橋。

## 概要
- 形式 - 石造単アーチ橋
- 橋長 - 19.8m
- 幅員 - 5.2m

## 歴史
かつて平戸の中心街を流れる鏡川には橋が架けられておらず、両岸を船で連絡していたが、1669年（寛文9年）に当時の平戸藩主松浦鎮信（天祥）により初めて木造の橋が架けられ、長年の不便が解消したことを祝って「幸橋」と命名された。
その後、1702年（元禄15年）に鎮信を継いだ松浦棟により同じ名前の現在の石橋に架け替えられた。この時、かつて平戸にあったオランダ商館の石造建築に携わった石工の豊前（とよさき）から伝授されてきた技法が用いられたと言われることから「オランダ橋」の別称が生まれた。
1978年（昭和53年）に重要文化財に指定された。1980年（昭和55年）より3年間にわたり修復が行われている。

## 交通
- 西肥自動車（西肥バス）「平戸市役所前」バス停留所より徒歩1分。

## 周辺
- 平戸城
- 平戸港
- 平戸市役所
- 平戸郵便局
- 幸橋御門（復元）